# Se nos armó la gorda al doble: Misión Las Vegas
Se nos armó la gorda al doble: Misión Las Vegas es una película colombiana de 2016 escrita y dirigida por Fernando Ayllón. Secuela de la película de 2015 Se nos armó la gorda, contó con las actuaciones de Fabiola Posada, Nelson Polanía, Ricardo Quevedo, Alejandro Gutiérrez y Francisco Bolívar.

## Sinopsis
Esta vez, las ocurrencias de la Gorda Fabiola y Polilla se trasladan hasta la ciudad del pecado, Las Vegas. Juancho decide vengar la muerte de su padre policía y se entera de que el asesino se encuentra en la ciudad. Para ello contará con la ayuda de Polilla y su hijo adoptado Pachuco, quienes en todo momento tratarán de ocultar la verdad de su viaje a Fabiola.

## Reparto
- Fabiola Posada es la gorda.
- Nelson Polanía es Polilla.
- Ricardo Quevedo es Cejas Pobladas.
- Francisco Bolívar es Pachuco.
- Alejandro Gutiérrez es el rebuscador.